# Rika Erasmus
Rika Erasmus (ur. 3 września 1976) – południowoafrykańska lekkoatletka, specjalizująca się w skoku o tyczce.

## Osiągnięcia
- złoto Igrzysk afrykańskich (Johannesburg 1999)

## Rekordy życiowe
- skok o tyczce – 3,90 (1999)[1]